# 中国共产党贵阳市委员会
中国共产党贵阳市委员会，简称（中共）贵阳市委，是中国共产党在贵州省贵阳市的地方组织，成立于1949年10月，由中国共产党贵阳市代表大会选举产生，在代表大会闭会期间领导贵阳市的党务工作。现任中共贵阳市委书记是胡忠雄，系贵州省委常委。